# Debra Daniel
Debra Daniel, född 4 mars 1991, är en mikronesisk simmare. 
Daniel tävlade för Mikronesiens federerade stater vid olympiska sommarspelen 2008 i Peking, där hon blev utslagen i försöksheatet på 50 meter frisim. Vid olympiska sommarspelen 2012 i London blev Daniel utslagen i försöksheatet på samma distans. Vid olympiska sommarspelen 2016 i Rio de Janeiro blev hon för tredje gången utslagen i försöksheatet på 50 meter frisim.